# 메디웨일
메디웨일(MediWhale)는 안저 사진으로 질병을 진단하는 기술을 개발하는 의료 AI 기업이다.

## 역사
최태근 대표이사와 임형택 전 세브란스병원 안과 교수와 2016년 창업했다

## 투자
SBI인베스트먼트와 BNK벤처투자을 참여로 30억원 규모 시리즈A 투자를 유치하였다. 현재까지 시리즈B까지 투자를 진행하며 누적 투자금액이 155억 원이다
시리즈B에는 기존 투자자인 SBI인베스트먼트와 BNK벤처투자 그리고 과거 시드 투자로 참여했던 이노폴리스파트너스와 아이피에스벤처스, 신규 투자자로는 우리벤처파트너스가 합류했다.

## 참고문헌
1. ↑  정현정, 최태근 메디웨일 대표 "심혈관 질환 예측 AI로 글로벌 진출 목표", 전자신문, 2023-01-04
2. ↑  류석, AI 망막 검사 '메디웨일', 시리즈A 투자 유치, 딜사이트, 2021.08.30
3. ↑  노상우, 최태근 메디웨일 대표 “100년 전 추론 현실화…눈으로 질환 예측” 메디컬 줌인 2023-05-16
4. ↑  박민식, 메디웨일, 114억 원 시리즈B 투자 유치, 메디게이트 뉴스, 2023.03.30